# 小行星21457
小行星21457（21457 Fevig）是一颗绕太阳运转的小行星，为主小行星带小行星。该小行星于1998年4月发现。

## 轨道参数
小行星21457的轨道半长轴为350 063 342 km（2.3399956 UA），离心率为0.191。